# Leonardo Valdés Romero
Leonardo Valdés Romero (8 de setembre de 1975) és un jugador d'escacs costa-riqueny que té el títol de Mestre Internacional.
A la llista d'Elo de la FIDE de l'abril de 2016, hi tenia un Elo de 2375 punts, cosa que en feia el jugador número 3 (en actiu) de Costa Rica. El seu màxim Elo va ser de 2444 punts, a la llista del juliol de 2013.

## Resultats destacats en competició
Ha estat quatre cops Campió de Costa Rica en els anys 1998, 2002, 2007 i 2012, i també campió d'Amèrica Central a les temporades 2002/2003 i 2006/2007.
L'agost de 2012 fou subcampió de l'Obert de La Pobla de Lillet amb 7½ punts de 9, els mateixos punts que el campió Josep Oms però amb pitjor desempat.
El juny de 2013 fou tercer al Memorial Josep Lorente amb 7 punts de 9 (el campió fou Orelvis Pérez Mitjans).
El 2016 formà part del primer equip del Club Escacs Mollet que guanyà per primera vegada a la seva història la Divisió d'Honor, la màxima categoria de la Lliga Catalana d'Escacs. El juny de 2016 fou tercer a l'Obert del Mollet del Vallès amb 7 punts, a un punt del campió Rolando Alarcón.

### Participació en olimpíades d'escacs
Valdés ha participat, representant Costa Rica, en nou Olimpíades d'escacs entre els anys 1994 i 2014 (dos cops com a 1r tauler), amb un resultat de (+33 =27 –35), per un 48,9% de la puntuació. El seu millor resultat el va fer a l'Olimpíada del 2006 en puntuar 7 d'11 (+6 =2 -3), amb el 63,6% de la puntuació, amb una performance de 2372.